# Diabetes Care
Diabetes Care es una revista médica mensual revisada por pares y publicada desde 1978 por la Asociación Estadounidense de Diabetes. La revista cubre investigaciones en las siguientes cinco categorías: 1) atención clínica/educación/nutrición/investigación psicosocial, 2) epidemiología/investigación de servicios de salud, 3) tratamientos y tecnologías emergentes, 4) fisiopatología/complicaciones y 5) riesgo cardiovascular y metabólico. . La revista también publica artículos de revisión, cartas al editor y comentarios clínicamente relevantes.
El editor en jefe actual es Steven Kahn (Universidad de Washington).
La revista tiene un factor de impacto en 2020 de 19.112.

## Métricas de revista
2023
- Web of Science Group : 19.112
- Índice h de Google Scholar: 418 (2025)
- Scopus: 12.233